# Afrique du Sud aux Jeux paralympiques d'été de 2012
L'Afrique du Sud participe aux Jeux paralympiques d'été de 2012 (du 29 août au 9 septembre 2012) à Londres. Il s'agit de la dixième participation de ce pays aux Jeux paralympiques d'été.

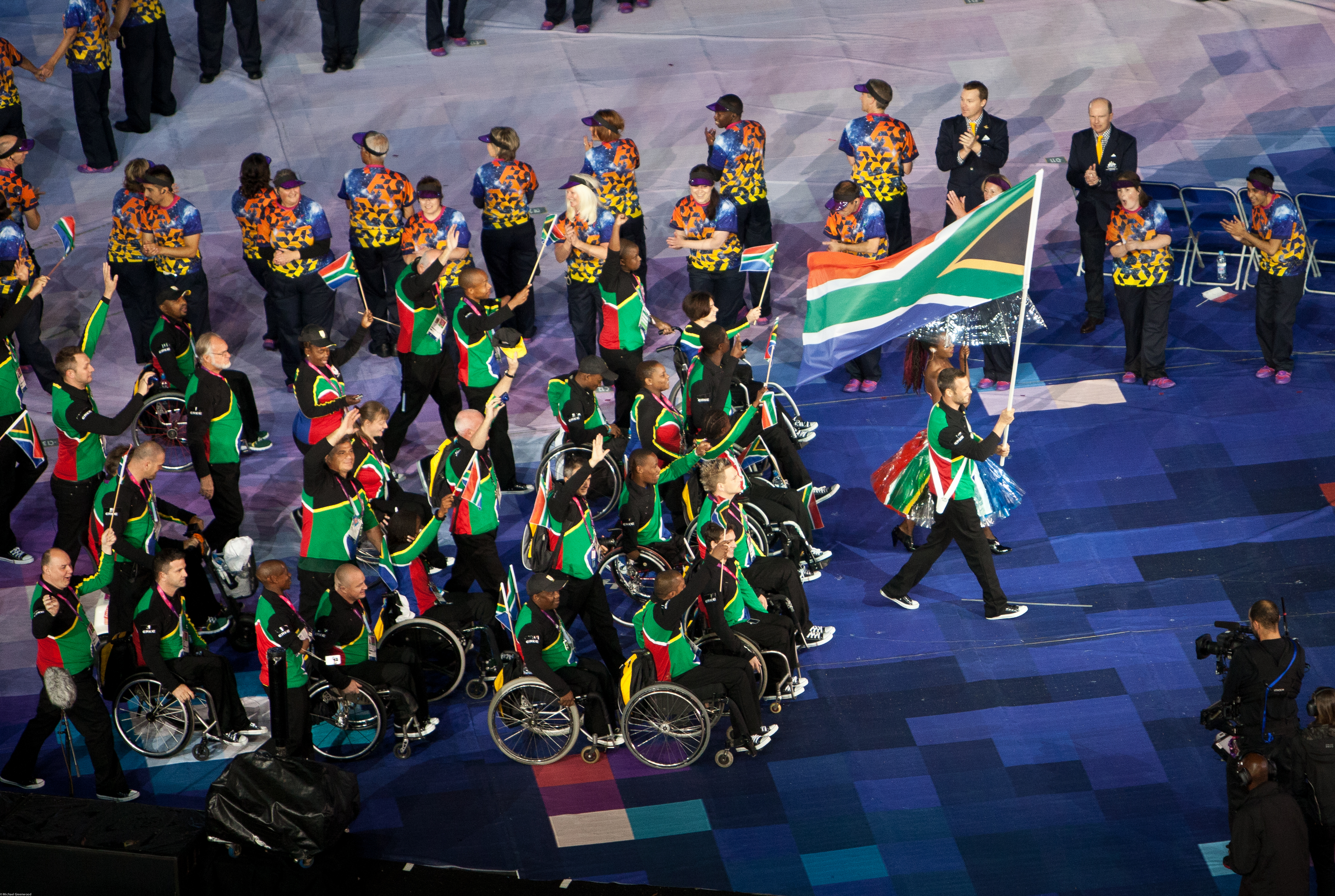
L'équipe sudafricaine entrant dans le stade pendant la cérémonie d'ouverture des Jeux paralympiques, avec Oscar Pistorius, porte-drapeau

L'Afrique du Sud compte deux des athlètes paralympiques les mieux connus au monde, qui participent tous deux aux Jeux de Londres. Le sprinteur Oscar Pistorius, « l'homme le plus rapide sans jambes » quadruple champion paralympique, a également pris part aux Jeux olympiques. Ses principaux adversaires annoncés aux Jeux paralympiques, dans l'épreuve du 100 mètres, sont l'Américain Jerome Singleton et le Britannique Jonnie Peacock.

La nageuse Natalie du Toit, dix fois championne paralympique, amputée de la jambe gauche, a déjà pris part aux Jeux olympiques parmi les valides. Elle a annoncé que les Jeux paralympiques de Londres seraient ses derniers, et qu'elle y visait sept médailles d'or.

## Médaillés

### Médailles d'or
| Sport              | Discipline                      | Athlète(s)                                             | Performance   | Date             |
| Médailles d'or : 8 |                                 |                                                        |               |                  |
| Athlétisme         | Relais 4 × 100 m hommes T42/T46 | Oscar Pistorius Samkelo Radebe Zivan Smith Arnu Fourie | 41 s 78 (RM)  | 5 septembre 2012 |
| Athlétisme         | Saut en longueur femmes F13     | Ilse Hayes                                             | 5,70 m        | 7 septembre 2012 |
| Athlétisme         | 100 m hommes T37                | Fanie van der Merwe                                    | 11 s 51 (RM)  | 8 septembre 2012 |
| Athlétisme         | 400 m hommes T44                | Oscar Pistorius                                        | 46 s 68 ('RP) | 8 septembre 2012 |
| Natation           | 50 m nage libre hommes S13      | Charles Bouwer                                         | 23 s 99 RAf   | 30 août 2012     |
| Natation           | 100 m papillon femmes S9        | Natalie du Toit                                        | 1 min 09 s 30 | 30 août 2012     |
| Natation           | 400 m nage libre femmes S9      | Natalie du Toit                                        | 4 min 30 s 18 | 4 septembre 2012 |
| Natation           | 200 m 4 nages femmes SM9        | Natalie du Toit                                        | 2 min 34 s 22 | 6 septembre 2012 |

### Médailles d'argent
| Sport                   | Discipline                             | Athlète(s)         | Performance         | Date               |
| Médailles d'argent : 12 |                                        |                    |                     |                    |
| Athlétisme              | 100 m hommes T35                       | Teboho Mokgalagadi | 13 s 10             | 1er septembre 2012 |
| Athlétisme              | 100 m hommes T38                       | Dyan Buis          | 11 s 11             | 1er septembre 2012 |
| Athlétisme              | 200 m hommes T44                       | Oscar Pistorius    | 21 s 52             | 2 septembre 2012   |
| Athlétisme              | 400 m hommes T12                       | Hilton Langenhoven | 49 s 04             | 6 septembre 2012   |
| Athlétisme              | 100 m femmes T13                       | Ilse Hayes         | 12 s 41             | 6 septembre 2012   |
| Athlétisme              | 200 m hommes T38                       | Dyan Buis          | 22 s 51             | 8 septembre 2012   |
| Athlétisme              | 400 m femmes T46                       | Anrune Liebenberg  | 56 s 65             | 8 septembre 2012   |
| Cyclisme                | Course en ligne individuelle hommes H4 | Ernst van Dyk      | 2 h 00 min 33 s     | 7 septembre 2012   |
| Natation                | 100 m nage libre hommes S13            | Charles Bouwer     | 52 s 97 (RAf)       | 2 septembre 2012   |
| Natation                | 100 m dos hommes S13                   | Charles Bouwer     | 59 s 92 (RAf)       | 3 septembre 2012   |
| Natation                | 100 m nage libre femmes S9             | Natalie du Toit    | 1 min 03 s 45       | 7 septembre 2012   |
| Natation                | 100 m brasse hommes SB9                | Kevin Paul         | 1 min 05 s 70 (RAf) | 8 septembre 2012   |

### Médailles de bronze
| Sport                   | Discipline                     | Athlète(s)        | Performance         | Date               |
| Médailles de bronze : 9 |                                |                   |                     |                    |
| Athlétisme              | 100 m hommes T13               | Jonathan Ntutu    | 11 s 03             | 1er septembre 2012 |
| Athlétisme              | 200 m femmes T46               | Anrune Liebenberg | 25 s 55             | 1er septembre 2012 |
| Athlétisme              | 400 m hommes T38               | Union Sekailwe    | 51 s 97             | 3 septembre 2012   |
| Athlétisme              | Lancer du poids hommes F57/58  | Michael Louwrens  | 13,64 m             | 4 septembre 2012   |
| Athlétisme              | Saut en longueur hommes F37/38 | Dyan Buis         | 6,48 m (RM)         | 5 septembre 2012   |
| Athlétisme              | 100 m hommes T44               | Arnu Fourie       | 11 s 08             | 6 septembre 2012   |
| Natation                | 100 m nage libre hommes S11    | Hendri Herbst     | 59 s 60             | 31 août 2012       |
| Natation                | 100 m papillon hommes S10      | Achmat Hassiem    | 57 s 76 (RAf)       | 1er septembre 2012 |
| Natation                | 100 m dos femmes S10           | Shireen Sapiro    | 1 min 09 s 02 (RAf) | 4 septembre 2012   |

## Athlétisme
Hommes (piste)
| Athlète                                                | Épreuve                 | Série          | Série      | Demi-finale | Demi-finale | Finale         | Finale     |
| Athlète                                                | Épreuve                 | Temps          | Classement | Temps       | Classement  | Temps          | Classement |
| ------------------------------------------------------ | ----------------------- | -------------- | ---------- | ----------- | ----------- | -------------- | ---------- |
| Tshepo Bhebe                                           | 400 m T46               | 52 s 24        | 5          | non couru   | non couru   | -              | -          |
| Dyan Buis                                              | 100 m T38               | non couru      | non couru  | non couru   | non couru   | 11 s 11 (RAf)  |            |
| Dyan Buis                                              | 200 m T38               | 22 s 57 (RAf)  | 1          | non couru   | non couru   | 22 s 51 (RAf)  |            |
| Andrea Dalle Ave                                       | 100 m T37               | 12 s 18        | =7         | non couru   | non couru   | -              | -          |
| Pieter du Preez                                        | 100 m T51               | non couru      | non couru  | non couru   | non couru   | 24 s 21        | 6          |
| Charl du Toit                                          | 100 m T37               | 12 s 11        | 5          | non couru   | non couru   | -              | -          |
| Charl du Toit                                          | 800 m T37               | non couru      | non couru  | non couru   | non couru   | 2 min 06 s 67  | 6          |
| Arnu Fourie                                            | 100 m T44               | 11 s 29        | 1          | non couru   | non couru   | 11 s 08 (RAf)  |            |
| Arnu Fourie                                            | 200 m T44               | 22 s 57 (RM)   | 2          | non couru   | non couru   | 22 s 49 (RM)   | 4          |
| Hilton Langenhoven                                     | 200 m T12               | 22 s 44        | 1          | 22 s 24     | 1           | 22 s 29        | 4          |
| Hilton Langenhoven                                     | 400 m T12               | 49 s 86        | 1          | 49 s 42     | 1           | 49 s 04        |            |
| Teboho Mokgalagadi                                     | 100 m T35               | 13 s 07        | 2          | non couru   | non couru   | 13 s 10        |            |
| Teboho Mokgalagadi                                     | 200 m T35               | 27 s 37        | 2          | non couru   | non couru   | 27 s 02        | 5          |
| Jan Nehro (Guide : Duane Fortuin)                      | 5 000 m T11             | non couru      | non couru  | non couru   | non couru   | 16 min 09 s 51 | 6          |
| Jonathan Ntutu                                         | 100 m T13               | 11 s 00 (RAf)  | 1          | non couru   | non couru   | 11 s 03        |            |
| Jonathan Ntutu                                         | 200 m T13               | 22 s 40 (RAf)  | 1          | non couru   | non couru   | 22 s 37 (RAf)  | 6          |
| Oscar Pistorius                                        | 100 m T44               | 11 s 18        | 1          | non couru   | non couru   | 11 s 17        | 4          |
| Oscar Pistorius                                        | 200 m T44               | 21s 30 (RM)    | 1          | non couru   | non couru   | 21 s 52        |            |
| Oscar Pistorius                                        | 400 m T44               | 48 s 31        | 1          | non couru   | non couru   | 46 s 68        |            |
| Samkelo Radebe                                         | 100 m T46               | 11 s 53        | 6          | non couru   | non couru   | -              | -          |
| Union Sekailwe                                         | 200 m T38               | 24 s 01        | 3          | non couru   | non couru   | 23 s 66        | 6          |
| Union Sekailwe                                         | 400 m T83               | 53 s 28        | 3          | non couru   | non couru   | 51 s 97        |            |
| Marius Stander                                         | 400 m T38               | 53 s 52        | 1          | non couru   | non couru   | 53 s 62        | 6          |
| Fanie van der Merwe                                    | 100 m T37               | 11 s 52 (=RAf) | 1          | non couru   | non couru   | 11 s 51 (RAf)  |            |
| Fanie van der Merwe                                    | 200 m T37               | 23 s 83        | 2          | non couru   | non couru   | 23 s 79        | 6          |
| Oscar Pistorius Arnu Fourie Samkelo Radebe Zivan Smith | Relais 4 × 100 m T42-46 | non couru      | non couru  | non couru   | non couru   | 41 s 78 (RM)   |            |

Hommes (sauts et lancers)
| Athlète          | Course                  | Résultat      | Classement |
| ---------------- | ----------------------- | ------------- | ---------- |
| Dyan Buis        | Saut en longueur F37-38 | 6,48 m (=RM)  |            |
| Andrea Dalle Ave | Saut en longueur F37-38 | 6,02 m (RAf)  | 5          |
| Michael Louwrens | Lancer du poids F57-58  | 13,64 m       |            |
| Casper Schutte   | Lancer du javelot F42   | 48,12 m (RAf) | 4          |
| Union Sekailwe   | Saut en longueur F37-38 | 5,10 m        | 10         |
| Duane Strydom    | Lancer du disque F35-36 | 35,64 m       | 8          |

Femmes (piste)
| Athlète           | Course    | Série         | Série      | Demi-finale | Demi-finale | Finale        | Finale     |
| Athlète           | Course    | Temps         | Classement | Temps       | Classement  | Temps         | Classement |
| ----------------- | --------- | ------------- | ---------- | ----------- | ----------- | ------------- | ---------- |
| Anrune Liebenberg | 200 m T46 | 25 s 79 (RAf) | 2          | non couru   | non couru   | 25 s 55 (RAf) |            |
| Anrune Liebenberg | 400 m T46 | non couru     | non couru  | non couru   | non couru   | 56 s 65       |            |
| Ilse Hayes        | 100 m T13 | 12 s 63       | 2          | non couru   | non couru   | 12 s 41       |            |
| Anika Pretorius   | 100 m T13 | 13 s 11       | 3          | non couru   | non couru   | 13 s 50       | 8          |

Femmes (sauts et lancers)
| Athlète          | Course                            | Résultat    | Classement  |
| ---------------- | --------------------------------- | ----------- | ----------- |
| Ilse Hayes       | Saut en longueur T13              | 5,70 m      |             |
| Zandile Nhlapo   | Lancer du javelot F33-34 et 52-53 | 15,43 m     | 8           |
| Zandile Nhlapo   | Lancer du poids F32-34            | 6,41 m      | 12          |
| Anika Pretorius  | Saut en longueur F13              | Non partant | Non partant |
| Zanele Situ      | Lancer du javelot F54-56          | 16,22 m     | 4           |
| Chenelle van Zyl | Lancer du disque F35-36           | 24,57 m     | 6           |
| Chenelle van Zyl | Lancer du poids F35-36            | 7,83 m      | 9           |

## Cyclisme
Route
| Athlète          | Course                   | Catégorie | Finale         | Finale     |
| Athlète          | Course                   | Catégorie | Temps          | Classement |
| ---------------- | ------------------------ | --------- | -------------- | ---------- |
| Roxanne Burns    | Contre-la-montre féminin | C4        | 32 min 39 s 24 | 6          |
| Madre Carinus    | Course en ligne mixte    | T1/2      | 1 h 00 min 00  | 10         |
| Madre Carinus    | Contre-la-montre mixte   | T1/2      | 16 min 54 s 16 | 12         |
| Stuart McCreadie | Course en ligne hommes   | H2        | 1 h 43 min 51  | 8          |
| Stuart McCreadie | Contre-la-montre hommes  | H2        | 29 min 03 s 51 | 7          |
| Jaco Nel         | Course en ligne hommes   | C2        | Abandon        | Abandon    |
| Jaco Nel         | Contre-la-montre hommes  | C2        | 28 min 12 s 44 | 14         |
| Ernst van Dyk    | Course en ligne hommes   | H4        | 2 h 00 min 33  |            |
| Ernst van Dyk    | Contre-la-montre hommes  | H4        | 26 min 35 s 95 | 5          |
| Gerhard Viljoen  | Course en ligne mixte    | T1/2      | 48 min 37      | 4          |
| Gerhard Viljoen  | Contre-la-montre mixte   | T1/2      | 15 min 26 s 41 | 7          |

Piste
| Athlète       | Course                        | Catégorie | Série          | Série      | Finale         | Finale       |
| Athlète       | Course                        | Catégorie | Temps          | Classement | Temps          | Classement   |
| ------------- | ----------------------------- | --------- | -------------- | ---------- | -------------- | ------------ |
| Roxanne Burns | Poursuite individuelle femmes | C4        | 4 min 40 s 874 | 6          | Non qualifié   | Non qualifié |
| Roxanne Burns | Contre-la-montre femmes       | C4/5      | non couru      | non couru  | 42 s 621       | 11           |
| Jaco Nel      | Poursuite individuelle hommes | C2        | 4 min 12 s 794 | 10         | Non qualifié   | Non qualifié |
| Jaco Nel      | Contre-la-montre hommes       | C1/2/3    | non couru      | non couru  | 1 min 12 s 405 | 11           |

## Équitation
| Athlète         | Cheval               | Épreuve               | Catégorie | Finale   | Finale     |
| Athlète         | Cheval               | Épreuve               | Catégorie | Résultat | Classement |
| --------------- | -------------------- | --------------------- | --------- | -------- | ---------- |
| Marion Milne    | Shadow               | Grand Prix individuel | Ib        | 62.826   | 13         |
| Marion Milne    | Shadow               | Grand Prix libre      | Ib        | 63.550   | 13         |
| Marion Milne    | Shadow               | Par équipe            | Ib        | 65.818   | 10         |
| Anthony Dawson  | Roffelaar            | Grand Prix individuel | II        | 64.571   | 18         |
| Anthony Dawson  | Roffelaar            | Grand Prix libre      | II        | 63.450   | 16         |
| Anthony Dawson  | Roffelaar            | Par équipe            | II        | 62.143   | 15         |
| Wendy Moller    | First Lady Van Prins | Grand Prix individuel | II        | 66.000   | 15         |
| Wendy Moller    | First Lady Van Prins | Grand Prix libre      | II        | 69.900   | 9          |
| Wendy Moller    | First Lady Van Prins | Par équipe            | II        | 64.429   | 13         |
| Philipa Johnson | Lord Louis           | Grand Prix individuel | IV        | 65.774   | 10         |
| Philipa Johnson | Lord Louis           | Grand Prix libre      | IV        | 67.200   | 12         |
| Philipa Johnson | Lord Louis           | Par équipe            | IV        | 63.125   | 13         |
| En équipe       | En équipe            | En équipe             |           | 387.972  | 14         |